# Jurinella profusa
Jurinella profusa är en tvåvingeart som beskrevs av Charles Howard Curran 1947. Jurinella profusa ingår i släktet Jurinella och familjen parasitflugor.
Artens utbredningsområde är Guatemala. Inga underarter finns listade i Catalogue of Life.